# Emmering (Fürstenfeldbruck)
Emmering (Fürstenfeldbruck) este o comună din districtul rural Fürstenfeldbruck, landul Bavaria, Germania.